# Jonckheere 320
Jonckheere 320 ist ein Planetarischer Nebel im Sternbild Orion. Von der Entdeckung berichtete Robert Jonckheere 1912 und der Klassifizierung als Nebel mit einem größeren 28-Zoll-Teleskop 1916.